# Hemaris saundersii
Saunders' Bee Hawkmoth (Hemaris saundersii) là một loài bướm đêm thuộc họ Sphingidae. Loài này có ở phía nam Kashmir, phía bắc Pakistan, phía bắc Ấn Độ (Himachal Pradesh) and đông bắc Afghanistan, eastwards dọc theo Himalayan foothills of Ấn Độ (Punjab, Uttar Pradesh and Sikkim) tới Bangladesh và phía bắc Myanma. The habitat consists of scrub-jungle at 1,800 to 3,000 mét altitude.
Sải cánh khoảng 50–60 mm. Cá thể trưởng thành mọc cánh vào tháng 6 in Kashmir and từ tháng 4 tới tháng 5 and again vào tháng 7 in Himachal Pradesh.
Ấu trùng ăn các loài Lonicera quinquelocularis ở Ấn Độ.